# Paolo Pico

Stemma originario della casata dei Pico della Mirandola (1311-1432)

Paolo Pico (... – Verona, 1354 circa) è stato un politico italiano.

## Biografia
Era figlio del condottiero Prendiparte Pico, morto nel 1321 nella rocca di Castellaro (MN).
Fu al servizio della Repubblica di Venezia e iscritto nel 1345 al patriziato dal doge Andrea Dandolo. Nel 1346, grazie all'aiuto militare di Leonardo Pio, sottrasse il castello di San Felice a Obizzo d'Este, impegnato nella guerra contro i Visconti e i Gonzaga. In seguito il castello venne riacquistato dagli Estensi. Il 28 giugno 1353 Paolo Pico prese possesso delle terre, del villaggio e del castello di San Martino Spino, su investitura di Bartolomeo d'Asti, vescovo di Reggio Emilia. Nel 1354 venne nominato podestà di Verona da Fregnano della Scala che aveva momentaneamente spodestato Cangrande II della Scala.
Dopo la riconquista della città, Paolo Pico venne assassinato dal popolo veronese.

## Discendenza
Paolo Pico sposò Isabella Malaspina (?-15 agosto 1376), figlia del marchese Azzolino e dalla quale ebbe quattro figli:
- Prendiparte (?-1394), condottiero e politico
- Tommasino (?-ante 1394), signore di Mirandola assieme ai fratelli Francesco II con Spinetta e Prendiparte
- Francesco (?-1399), signore di Mirandola coi fratelli Spinetta, Prendiparte e Tommasino
- Spinetta (?-1399), signore di Mirandola coi fratelli Francesco II, Prendiparte e Tommasino

## Ascendenza
|                    |   |                       | Genitori            |  |  | Nonni |  |  | Bisnonni        |  |  | Trisnonni          |  |
|                    |   |                       |                     |  |  |       |  |  | Bartolomeo Pico |  |  | Prendiparte I Pico |  |
|                    |   |                       |                     |  |  |       |  |  | Bartolomeo Pico |  |  | Prendiparte I Pico |  |
|                    |   | Algarda degli Aleardi |                     |  |  |       |  |  | Bartolomeo Pico |  |  |                    |  |
| Francesco I Pico   |   |                       |                     |  |  |       |  |  | Bartolomeo Pico |  |  |                    |  |
|                    |   | Aledisia Pallavicino  | Umberto Pallavicino |  |  |       |  |  |                 |  |  |                    |  |
|                    |   | Aledisia Pallavicino  | Umberto Pallavicino |  |  |       |  |  |                 |  |  |                    |  |
|                    |   | Aledisia Pallavicino  | …                   |  |  |       |  |  |                 |  |  |                    |  |
| Prendiparte Pico   |   | Aledisia Pallavicino  |                     |  |  |       |  |  |                 |  |  |                    |  |
|                    |   | …                     | …                   |  |  |       |  |  |                 |  |  |                    |  |
|                    |   | …                     | …                   |  |  |       |  |  |                 |  |  |                    |  |
|                    |   | …                     | …                   |  |  |       |  |  |                 |  |  |                    |  |
| Beatrice Tommasino |   | …                     |                     |  |  |       |  |  |                 |  |  |                    |  |
|                    |   | …                     | …                   |  |  |       |  |  |                 |  |  |                    |  |
|                    |   | …                     | …                   |  |  |       |  |  |                 |  |  |                    |  |
|                    |   | …                     | …                   |  |  |       |  |  |                 |  |  |                    |  |
| Paolo Pico         |   | …                     |                     |  |  |       |  |  |                 |  |  |                    |  |
|                    | … | …                     |                     |  |  |       |  |  |                 |  |  |                    |  |
|                    | … | …                     |                     |  |  |       |  |  |                 |  |  |                    |  |
|                    | … | …                     |                     |  |  |       |  |  |                 |  |  |                    |  |
| …                  | … |                       |                     |  |  |       |  |  |                 |  |  |                    |  |
|                    |   | …                     | …                   |  |  |       |  |  |                 |  |  |                    |  |
|                    |   | …                     | …                   |  |  |       |  |  |                 |  |  |                    |  |
|                    |   | …                     | …                   |  |  |       |  |  |                 |  |  |                    |  |
| …                  |   | …                     |                     |  |  |       |  |  |                 |  |  |                    |  |
|                    |   | …                     | …                   |  |  |       |  |  |                 |  |  |                    |  |
|                    |   | …                     | …                   |  |  |       |  |  |                 |  |  |                    |  |
|                    |   | …                     | …                   |  |  |       |  |  |                 |  |  |                    |  |
| …                  |   | …                     |                     |  |  |       |  |  |                 |  |  |                    |  |
|                    |   | …                     | …                   |  |  |       |  |  |                 |  |  |                    |  |
|                    |   | …                     | …                   |  |  |       |  |  |                 |  |  |                    |  |
|                    |   | …                     | …                   |  |  |       |  |  |                 |  |  |                    |  |
|                    |   | …                     |                     |  |  |       |  |  |                 |  |  |                    |  |